# Arlindo Gomes Furtado
Arlindo Gomes Furtado CSSp (Santa Catarina, 1949. november 15. –) zöld-foki római katolikus pap, a Santiago de Cabo Verde-i egyházmegye püspöke, bíboros.
Több évig tanult a portugáliai Coimbrában, miközben a felszentelésére készül, majd pappá szentelése után több évig ott tanított professzorként. A redemptroristák tagja és a Zöld-foki szigetek első bíborosa.

## A kezdetek, tanulmányai
Arlindo Gomes Furtado 1949. november 15-én született Figueira das Nausban, Santa Catarina településen, Ernesto Robaldo Gomes és Maria Furtado gyermekeként; 1951 augusztusában keresztelték meg. Általános iskolai tanulmányait a közeli Achada Lemben végezte, és 1962 októberére a középiskolát a Praia-i São José szemináriumban fejezte be. 1971 és 1976 között Furtado teológiát tanult a portugáliai Coimbrában.
Visszatért a Zöld-foki szigetekre, és 1976. május 9-én Paulino do Livramento Évora, Santiago püspöke diakónussá szentelte. A Nossa Senhora da Graça templomban dolgozott, amíg Évora püspök 1976. július 18-án pappá nem szentelte és plébánossá nem tette ott. 1978-tól 1986-ig a São José-i szeminárium rektora volt. 1986 és 1990 között Rómában tanult, ahol a Pápai Biblikus Intézetben szerzett bibliatudományi licenciátust.

## Korai papság
Visszatérve a Zöld-foki szigetekre egy évig Lém-Cachorro és Achada São Filipe környékén dolgozott, majd angol nyelvet tanított a Liceu Domingos Ramosban. Visszatérve Coimbrába 1991 és 1995 között görögöt, héber nyelvet, történelmet és bibliai földrajzot tanított a Coimbrai Teológiai Tanulmányok Intézetében. A Példabeszédek és a Prédikátorok könyvének fordításán dolgozott és publikált néhány tudományos cikket és recenziót. Ezekben az években egyházközségi kormányzói feladatokat is ellátott. 1995-ben visszatért a Zöld-foki szigetekre, ahol ismét a Nossa Senhora da Graça plébániát vezette. Tagja lett a Nemzeti Oktatási Tanácsnak, tanított a rendőrképző iskolában, és a Santiagoi egyházmegye általános helynöke volt.

## Püspökség
2003. december 11-én II. János Pál pápa kinevezte őt az újonnan létrehozott Mindelói egyházmegye első püspökévé. Püspökké szentelte 2004. február 22-én Evora püspök.
2009. július 22-én XVI. Benedek pápa Furtadót a Santiago de Cabo Verde-i egyházmegye, Afrika egyik legrégibb egyházmegyéjének püspökévé nevezte ki, augusztus 15-én iktatták be.
2015. január 4-én Ferenc pápa bejelentette, hogy a február 14-i konzisztóriumon bíborossá kreálja. Furtado lett a Zöld-foki Köztársaság első bíborosa. A konzisztóriumon a San Timoteo-templomot jelölték ki címtemplomául.
2015. április 13-án a Népek Evangelizálása Kongregáció és a Cor Unum Pápai Tanács tagjává, 2016. október 28-án az Istentiszteleti és Szentségi Fegyelmi Kongregáció tagjává nevezték ki.